# Igor Gojanovic
Igor Daniel Gojanovic (* 6. Januar 1968 in Lausanne) ist ein ehemaliger schweizerischer Basketballspieler kroatischer Abstammung.

## Laufbahn
Gojanovic kam in Lausanne als Sohn kroatischer Eltern zur Welt. Er spielte während seiner Karriere unter anderem für Union Neuchatel, Bellinzona Basket, Pully Basket, Cossonay, Renens Basket, Adecco Olympique Lausanne und die Lugano Snakes. Mit seinen Vereinen sammelte er im Laufe der Jahre Erfahrung in Europapokalwettbewerben. 2002 wurde er mit Lugano Schweizer Meister.
Der zwei Meter grosse Flügel- und Innenspieler kam auch in der schweizerischen Nationalmannschaft zum Einsatz, unter anderem in Ausscheidungsrunden für Europameisterschaften.